# Terinaea atrofusca
Terinaea atrofusca là một loài bọ cánh cứng trong họ Cerambycidae.